# Aplidium jacksoni
Aplidium jacksoni är en sjöpungsart som beskrevs av Kott 1963. Aplidium jacksoni ingår i släktet Aplidium och familjen klumpsjöpungar. Inga underarter finns listade i Catalogue of Life.